# Узкинское сельское поселение
Узкинское се́льское поселе́ние — муниципальное образование в Знаменском районе Орловской области Российской Федерации.
Административный центр — село Узкое. Частично расположено на территории национального парка Орловское Полесье.

## История
Статус и границы сельского поселения установлены Законом Орловской области от 12 августа 2004 года № 418-ОЗ «О статусе, границах и административных центрах муниципальных образований на территории Знаменского района Орловской области».

## Население
| 2010 | 2012 | 2013 | 2014 | 2015 | 2016 | 2017 |
| ---- | ---- | ---- | ---- | ---- | ---- | ---- |
| 417  | ↘404 | ↘387 | ↘381 | ↘361 | ↘351 | ↘346 |
| 2018 | 2019 | 2020 | 2021 | 2023 |      |      |
| ↘337 | ↗338 | ↗341 | ↗356 | ↘352 |      |      |

## Состав сельского поселения
| №  | Населённый пункт   | Тип населённого пункта       | Население |
| -- | ------------------ | ---------------------------- | --------- |
| 1  | Анникова           | деревня                      | 1         |
| 2  | Богдановка         | деревня                      | 0         |
| 3  | Большая Михайловка | деревня                      | 1         |
| 4  | Бутырки            | деревня                      | 1         |
| 5  | Высокинский        | посёлок                      | 1         |
| 6  | Высокое            | деревня                      | 7         |
| 7  | Вязовая            | деревня                      | 0         |
| 8  | Дерлово            | деревня                      | 21        |
| 9  | Зуевка             | деревня                      | 0         |
| 10 | Кореево            | деревня                      | 0         |
| 11 | Коробецкое         | деревня                      | 1         |
| 12 | Малая Михайловка   | деревня                      | 1         |
| 13 | Мымрино            | село                         | ↘155      |
| 14 | Низино             | деревня                      | 10        |
| 15 | Пискулинка         | деревня                      | 52        |
| 16 | Плеханово          | деревня                      | 7         |
| 17 | Ракитная           | деревня                      | 14        |
| 18 | Сорокино           | деревня                      | 1         |
| 19 | Узкое              | село, административный центр | ↘136      |
| 20 | Шкова              | деревня                      | 1         |